# Vilas (Colorado)
Vilas é uma cidade  localizada no estado americano de Colorado, no Condado de Baca.

## Demografia
Segundo o censo americano de 2000, a sua população era de 110 habitantes.
Em 2006, foi estimada uma população de 99, um decréscimo de 11 (-10.0%).

## Geografia
De acordo com o United States Census Bureau tem uma área de
0,3 km², dos quais 0,3 km² cobertos por terra e 0,0 km² cobertos por água.

## Localidades na vizinhança
O diagrama seguinte representa as localidades num raio de 40 km ao redor de Vilas.